# Klaus-Dieter Altmeppen
Klaus-Dieter Altmeppen (* 1956 in Münster) ist ein deutscher Kommunikationswissenschaftler und war von 2007 bis 2022 Professor für Journalistik an der Katholischen Universität Eichstätt-Ingolstadt. Seine Forschungsschwerpunkte sind Journalismus und Journalismusforschung, Medienmanagement und -organisation, Medienökonomie, Kommunikationspolitik, Organisationskommunikation/PR und Publikumsforschung.

## Werdegang
Klaus-Dieter Altmeppen ist gelernter Kaufmann und machte sein Abitur auf dem 2. Bildungsweg. Er studierte von 1981 bis 1986 Neuere Geschichte, Publizistik und Politikwissenschaft in Münster. 1998 promovierte er mit dem Thema „Redaktionen als Koordinationszentren“, 2004 erfolgte die Habilitation mit dem Thema „Journalismus und Medien als Organisationen. Leistungen, Strukturen und Management“. Als Mitarbeiter und Assistent war er tätig an den Universitäten in Münster (1987–1990), Hamburg (1990–1998) und Ilmenau (1998–2007). Gastprofessuren hatte er inne am Institut für Kommunikationswissenschaft der Universität Salzburg und am Institut für Publizistikwissenschaft und Medienforschung der Universität Zürich.
Von 1990 bis 1991 leitete Altmeppen die Aufbauqualifikation „Fachreferent für Öffentlichkeitsarbeit“ in Hamburg, 1998 bis 2002 war er Sprecher der Fachgruppe „Journalistik und Journalismusforschung“ der Deutschen Gesellschaft für Publizistik- und Kommunikationswissenschaft (DGPuK), deren Vorsitzender er von 2010 bis 2014 war. Von 2009 bis 2011 war er Prodekan, von 2011 bis 2013 Dekan der Fakultät für Sprach- und Literaturwissenschaft der KU.
Seit 2011 ist er Mitherausgeber der medienethischen Zeitschrift Communicatio Socialis. Seit 2016 ist er Co-Leiter des neu gegründeten zem::dg – Zentrum für Ethik der Medien und der Digitalen Gesellschaft.